# 嘉納徳三郎

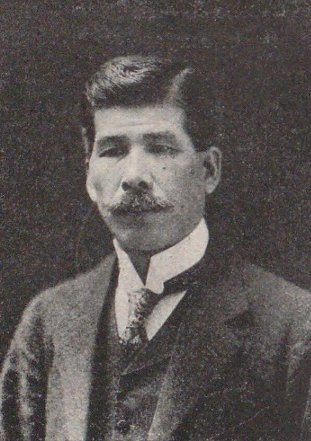
嘉納徳三郎

嘉納 徳三郎（かのう とくさぶろう、明治3年4月12日（1870年5月12日） - 1945年（昭和20年）5月17日）は、日本の大蔵官僚。錦鶏間祗候。

## 経歴
兵庫県出身。1895年（明治28年）、東京帝国大学法科大学政治科を卒業し、高等文官試験に合格した。大蔵属、主税官、税務監督官、青森税務管理局長、松山税務管理局長、神戸税関監視部長、長崎税関長、横浜税関長を歴任。1916年（大正5年）に大蔵省専売局長官に就任した。
1918年（大正7年）6月7日に退官した後、同年同月21日、錦鶏間祗候になると同時に朝鮮銀行副総裁に就任した。1923年（大正12年）に朝鮮銀行を退職した後は、財団法人講道館理事を務めた。
1945年（昭和20年）5月に死去し、戦時下のため葬儀は神戸市の自宅で近親者のみで執り行われた。

## 栄典
- 1909年（明治42年）4月20日 - 正五位[6]
- 1940年（昭和15年）8月15日 - 紀元二千六百年祝典記念章[7]

## 親族
- 久保田貫一 - 妻の父。埼玉県知事、和歌山県知事、鳥取県知事